# 자유의 절규
자유의 절규(Cry Freedom)는 영국에서 제작된 리차드 아텐보로 감독의 1987년 드라마 영화이다. 케빈 클라인 등이 주연으로 출연하였고 리차드 아텐보로 등이 제작에 참여하였다.
유니버설 픽처스와 마블 아치 프로덕션스가 공동으로 제작했으며 주 촬영지는 제작 기간 중 남아프리카의 정치적 혼란으로 인해 짐바브웨와 케냐로 정해졌다. 미국에서는 1987년 11월 6일 미국에서 유니버설 픽처스에 의해 상업적으로 배급되었다.
이 영화는 대체로 호의적인 평가를 받았다. 베를린 국제 영화제, 영국 아카데미영화상 등 수많은 상을 수상하였다.

## 출연

### 주연
- 케빈 클라인
- 덴젤 워싱턴

### 조연
- 조세트 사이먼
- 존 마쉬키자
- 케빈 맥널리
- 앤드류 월리
- 쉘리 보컴
- 페네로프 윌튼
- 케이트 하디
- 소피 맥시나
- 짐 파인드리
- 클레먼트 무차치
- 티모시 웨스트
- 칼 체이스
- 윌리암 모건 쉐퍼드
- 제이키스 모케
- 존 토
- 마일즈 앤더슨
- 헵번 그레이엄
- 칼튼 챈스
- 러셀 키스 그랜트
- 앤드류 맥컬로크
- 그레이엄
- 니벤 보이드
- 토니 보걸
- 제라르드 심
- 피터 카트라이트
- 게리 웰란
- 데이빗 트리베나
- 배디 우자만
- 로버트 필립스
- 기네스 스트롱
- 줄리안 글로버
- 존 하그리브즈
- 필립 브레더튼
- 폴 헤즈베그
- 데이비드 헨리
- 마이클 터너
- 이안 리처드슨
- 폴 제리코
- 토미 버슨
- 조셉 마셀
- 힐러리 민스터
- 제임스 오브리
- 월터 머파루차
- 주디 콘웰
- 알렉 맥코웬
- 그웬 왓포드
- 존 폴
- 루이스 마호니
- 마이클 그레이엄 콕스
- 존 하틀리
- 사이먼 슘바
- 게릭 헤이건
- 닉 테이트
- 윌리엄 말로우
- 이안 맥네이스
- 카렌 드루어리

## 제작진
- 공동제작: 존 브릴리
- 공동제작: 노만 스펜서
- 미술: 스투어트 크레그
- 세트: 마이클 세이턴
- 의상: 존 몰로
- 배역: 수지 피기스